# Llista de peixos del riu Kosi
Aquesta llista de peixos del riu Kosi inclou 48 espècies de peixos que es poden trobar actualment al riu Kosi ordenades per l'ordre alfabètic de llur nom científic.

## B
- Bagarius bagarius
- Balitora brucei
- Bangana ariza
- Bangana dero
- Barilius barila
- Barilius barna
- Barilius bendelisis
- Barilius tileo
- Barilius vagra
- Batasio macronotus
- Botia lohachata

## C

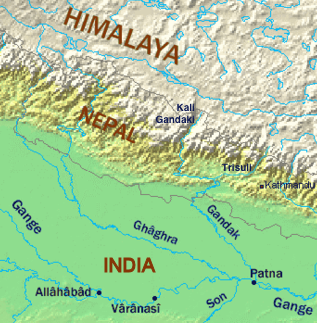
Conca del riu Ganges, incloent-hi el seu afluent Kosi

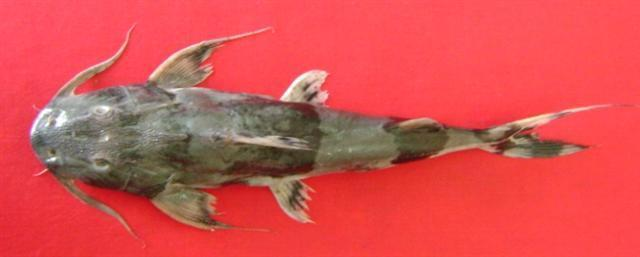
Bagarius bagarius

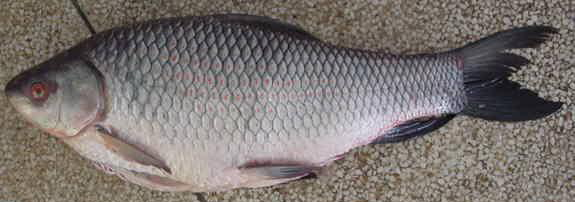
Labeo rohita

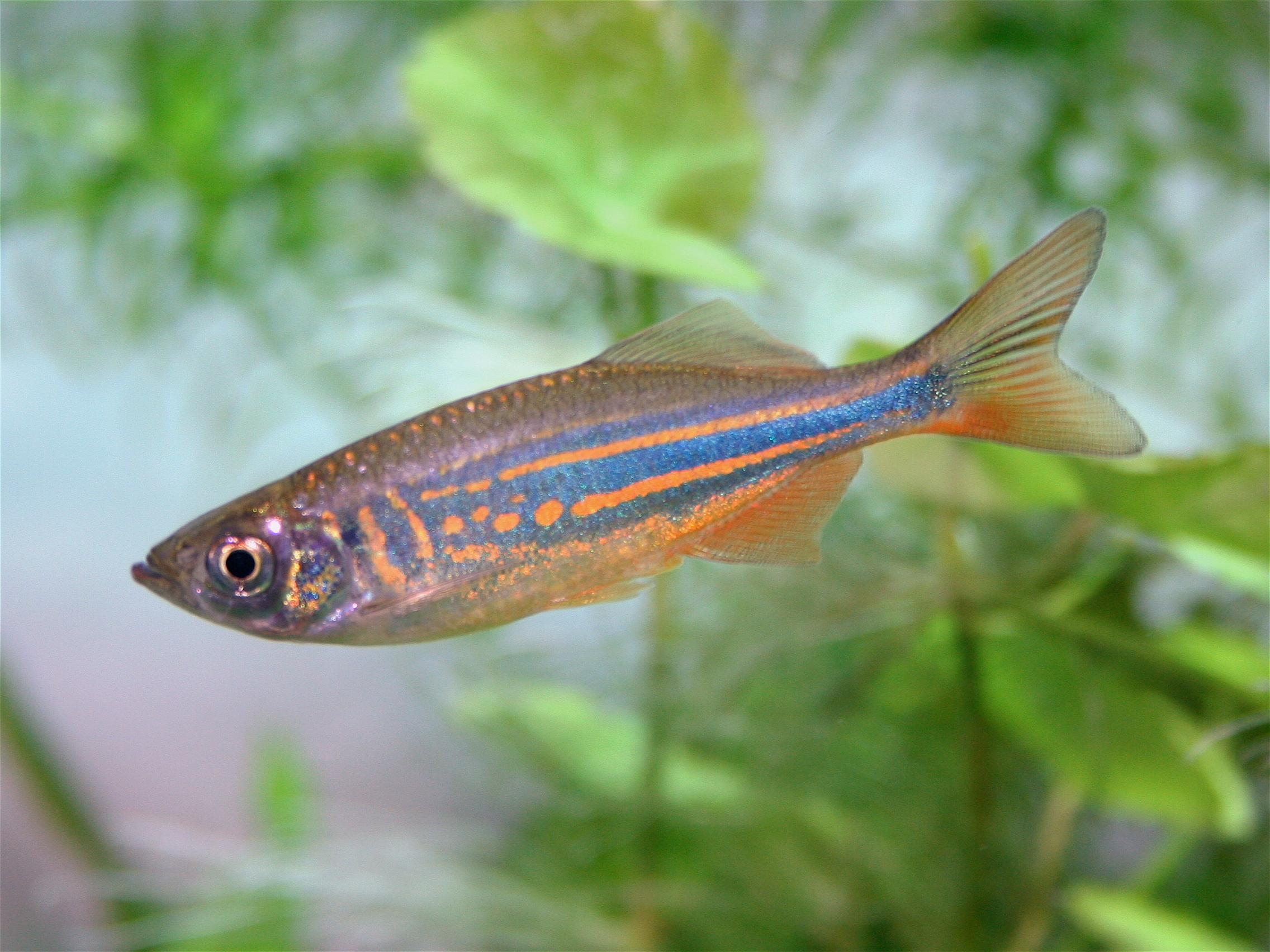
Devario aequipinnatus

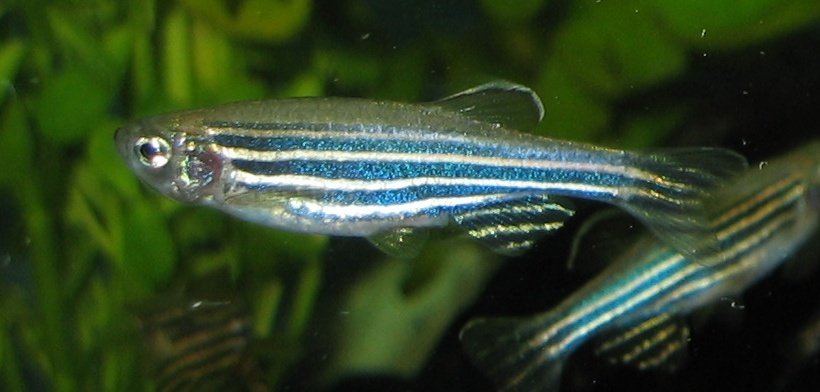
Peix zebra (Danio rerio)

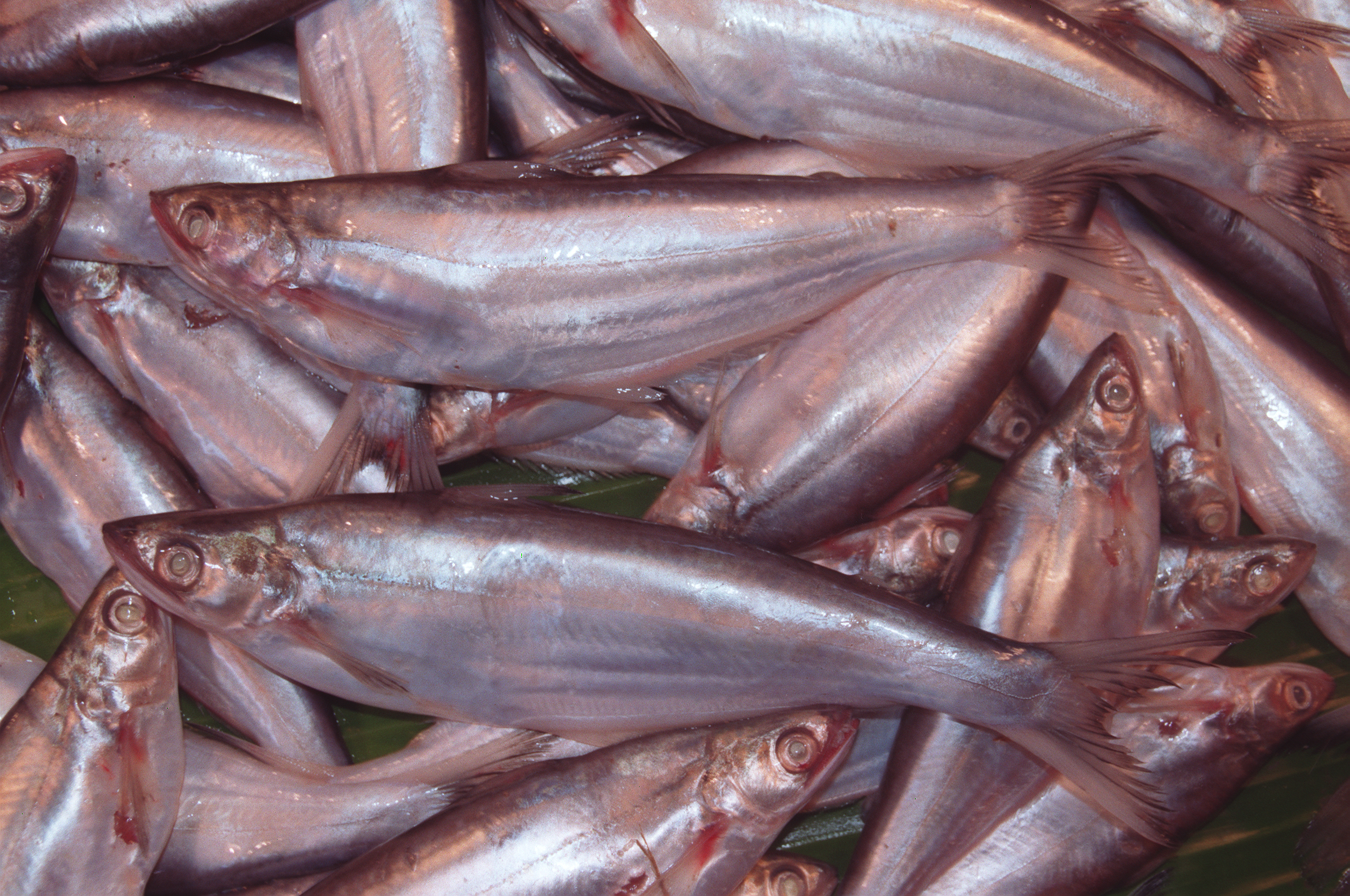
Clupisoma garua

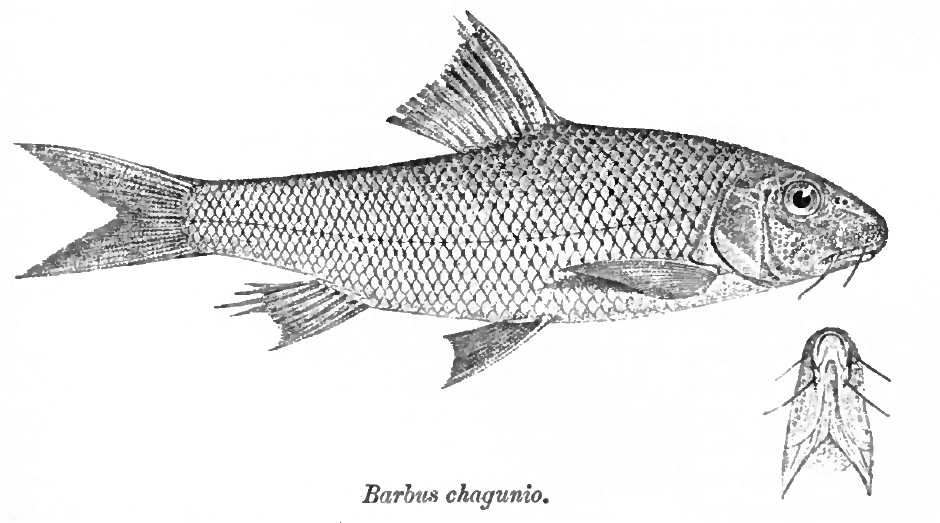
Chagunius chagunio (il·lustració del 1889)

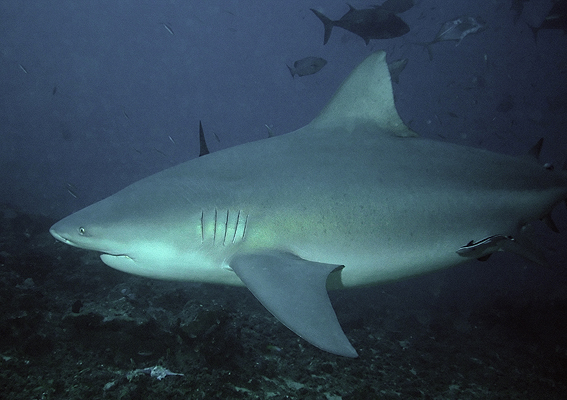
Tauró camús (Carcharhinus leucas)

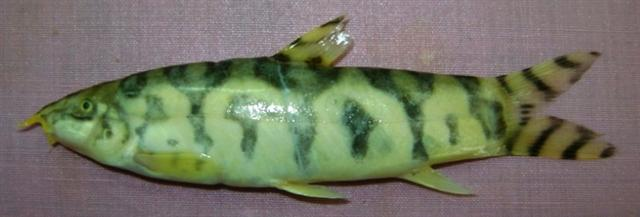
Botia lohachata

- Cabdio morar
- Carcharhinus leucas
- Chagunius chagunio
- Clupisoma garua
- Crossocheilus latius

## D
- Danio rerio
- Devario aequipinnatus
- Devario devario

## G
- Garra annandalei
- Garra gotyla gotyla
- Garra lamta
- Glyptothorax cavia
- Glyptothorax gracilis
- Glyptothorax pectinopterus
- Glyptothorax telchitta
- Glyptothorax trilineatus

## H
- Hara hara

## L
- Labeo angra
- Labeo rohita

## N
- Nemacheilus corica
- Neolissochilus hexagonolepis

## P
- Pethia ticto
- Pseudecheneis crassicauda
- Pseudecheneis sulcata
- Psilorhynchus pseudecheneis
- Puntius sophore

## R
- Raiamas bola
- Raiamas guttatus

## S
- Schistura beavani
- Schistura rupecula
- Schistura scaturigina
- Schizothorax molesworthi
- Schizothorax plagiostomus
- Schizothorax progastus

## T
- Tor putitora
- Tor tor
- Turcinoemacheilus himalaya[1]